# Llista d'asteroides/90801–90900
| Nom             | Designació provisional | Data de descobriment | Lloc de descobriment | Descobridor/s                    |
| --------------- | ---------------------- | -------------------- | -------------------- | -------------------------------- |
| 90801 -         | 1994 VU5               | 9 de novembre, 1994  | Kitt Peak            | Spacewatch                       |
| 90802 -         | 1994 WY                | 25 de novembre, 1994 | Oizumi               | T. Kobayashi                     |
| 90803 -         | 1994 WG5               | 28 de novembre, 1994 | Kitt Peak            | Spacewatch                       |
| 90804 -         | 1994 WL8               | 28 de novembre, 1994 | Kitt Peak            | Spacewatch                       |
| 90805 -         | 1994 WP8               | 28 de novembre, 1994 | Kitt Peak            | Spacewatch                       |
| 90806 -         | 1995 AE                | 4 de gener, 1995     | Colleverde           | V. S. Casulli                    |
| 90807 -         | 1995 CF6               | 1 de febrer, 1995    | Kitt Peak            | Spacewatch                       |
| 90808 -         | 1995 CM6               | 1 de febrer, 1995    | Kitt Peak            | Spacewatch                       |
| 90809 -         | 1995 DX2               | 24 de febrer, 1995   | Siding Spring        | R. H. McNaught                   |
| 90810 -         | 1995 DY2               | 24 de febrer, 1995   | Siding Spring        | R. H. McNaught                   |
| 90811 -         | 1995 DC5               | 22 de febrer, 1995   | Kitt Peak            | Spacewatch                       |
| 90812 -         | 1995 EH3               | 2 de març, 1995      | Kitt Peak            | Spacewatch                       |
| 90813 -         | 1995 ES7               | 2 de març, 1995      | Kitt Peak            | Spacewatch                       |
| 90814 -         | 1995 FV4               | 23 de març, 1995     | Kitt Peak            | Spacewatch                       |
| 90815 -         | 1995 FQ6               | 23 de març, 1995     | Kitt Peak            | Spacewatch                       |
| 90816 -         | 1995 OZ3               | 22 de juliol, 1995   | Kitt Peak            | Spacewatch                       |
| 90817 Doylehall | 1995 RO                | 1 de setembre, 1995  | Haleakala            | AMOS                             |
| 90818 -         | 1995 RR                | 14 de setembre, 1995 | Haleakala            | AMOS                             |
| 90819 -         | 1995 SN                | 18 de setembre, 1995 | Ondřejov             | L. Šarounová                     |
| 90820 -         | 1995 SS1               | 20 de setembre, 1995 | Haleakala            | AMOS                             |
| 90821 -         | 1995 SA2               | 26 de setembre, 1995 | Kleť                 | Kleť                             |
| 90822 -         | 1995 SR24              | 19 de setembre, 1995 | Kitt Peak            | Spacewatch                       |
| 90823 -         | 1995 SX45              | 26 de setembre, 1995 | Kitt Peak            | Spacewatch                       |
| 90824 -         | 1995 SF53              | 28 de setembre, 1995 | Xinglong             | BAO Schmidt CCD Asteroid Program |
| 90825 -         | 1995 SU53              | 28 de setembre, 1995 | Xinglong             | BAO Schmidt CCD Asteroid Program |
| 90826 -         | 1995 TL1               | 14 d'octubre, 1995   | Xinglong             | BAO Schmidt CCD Asteroid Program |
| 90827 -         | 1995 TU3               | 15 d'octubre, 1995   | Kitt Peak            | Spacewatch                       |
| 90828 -         | 1995 UH2               | 23 d'octubre, 1995   | Kleť                 | Kleť                             |
| 90829 -         | 1995 UY5               | 21 d'octubre, 1995   | Kushiro              | S. Ueda, H. Kaneda               |
| 90830 -         | 1995 UX7               | 25 d'octubre, 1995   | Xinglong             | BAO Schmidt CCD Asteroid Program |
| 90831 -         | 1995 UL14              | 17 d'octubre, 1995   | Kitt Peak            | Spacewatch                       |
| 90832 -         | 1995 UX14              | 17 d'octubre, 1995   | Kitt Peak            | Spacewatch                       |
| 90833 -         | 1995 UQ18              | 18 d'octubre, 1995   | Kitt Peak            | Spacewatch                       |
| 90834 -         | 1995 UR46              | 20 d'octubre, 1995   | Caussols             | E. W. Elst                       |
| 90835 -         | 1995 UT71              | 20 d'octubre, 1995   | Kitt Peak            | Spacewatch                       |
| 90836 -         | 1995 VF3               | 14 de novembre, 1995 | Kitt Peak            | Spacewatch                       |
| 90837 -         | 1995 WT4               | 18 de novembre, 1995 | Bologna              | Osservatorio San Vittore         |
| 90838 -         | 1995 WD7               | 21 de novembre, 1995 | Nanyo                | T. Okuni                         |
| 90839 -         | 1995 WN7               | 27 de novembre, 1995 | Oizumi               | T. Kobayashi                     |
| 90840 -         | 1995 WY12              | 16 de novembre, 1995 | Kitt Peak            | Spacewatch                       |
| 90841 -         | 1995 WT13              | 16 de novembre, 1995 | Kitt Peak            | Spacewatch                       |
| 90842 -         | 1995 YZ4               | 16 de desembre, 1995 | Kitt Peak            | Spacewatch                       |
| 90843 -         | 1995 YZ22              | 21 de desembre, 1995 | Haleakala            | NEAT                             |
| 90844 -         | 1996 AF3               | 12 de gener, 1996    | Kiso                 | Kiso                             |
| 90845 -         | 1996 BO6               | 18 de gener, 1996    | Kitt Peak            | Spacewatch                       |
| 90846 -         | 1996 DY                | 21 de febrer, 1996   | Oizumi               | T. Kobayashi                     |
| 90847 -         | 1996 EJ3               | 11 de març, 1996     | Kitt Peak            | Spacewatch                       |
| 90848 -         | 1996 EP7               | 11 de març, 1996     | Kitt Peak            | Spacewatch                       |
| 90849 -         | 1996 EU9               | 12 de març, 1996     | Kitt Peak            | Spacewatch                       |
| 90850 -         | 1996 FM1               | 16 de març, 1996     | Haleakala            | AMOS                             |
| 90851 -         | 1996 GX                | 7 d'abril, 1996      | Xinglong             | BAO Schmidt CCD Asteroid Program |
| 90852 -         | 1996 GS4               | 11 d'abril, 1996     | Kitt Peak            | Spacewatch                       |
| 90853 -         | 1996 GF5               | 11 d'abril, 1996     | Kitt Peak            | Spacewatch                       |
| 90854 -         | 1996 GT8               | 13 d'abril, 1996     | Kitt Peak            | Spacewatch                       |
| 90855 -         | 1996 GZ8               | 13 d'abril, 1996     | Kitt Peak            | Spacewatch                       |
| 90856 -         | 1996 GL20              | 15 d'abril, 1996     | La Silla             | E. W. Elst                       |
| 90857 -         | 1996 HN8               | 17 d'abril, 1996     | La Silla             | E. W. Elst                       |
| 90858 -         | 1996 HJ19              | 18 d'abril, 1996     | La Silla             | E. W. Elst                       |
| 90859 -         | 1996 HH20              | 18 d'abril, 1996     | La Silla             | E. W. Elst                       |
| 90860 -         | 1996 HP20              | 18 d'abril, 1996     | La Silla             | E. W. Elst                       |
| 90861 -         | 1996 JD                | 7 de maig, 1996      | Prescott             | P. G. Comba                      |
| 90862 -         | 1996 KM1               | 22 de maig, 1996     | Macquarie            | R. H. McNaught, J. B. Child      |
| 90863 -         | 1996 QR1               | 17 d'agost, 1996     | Church Stretton      | S. P. Laurie                     |
| 90864 -         | 1996 RJ1               | 9 de setembre, 1996  | Prescott             | P. G. Comba                      |
| 90865 -         | 1996 RC11              | 8 de setembre, 1996  | Kitt Peak            | Spacewatch                       |
| 90866 -         | 1996 RA28              | 10 de setembre, 1996 | La Silla             | Uppsala-DLR Trojan Survey        |
| 90867 -         | 1996 SX6               | 21 de setembre, 1996 | Xinglong             | BAO Schmidt CCD Asteroid Program |
| 90868 -         | 1996 SX7               | 18 de setembre, 1996 | Xinglong             | BAO Schmidt CCD Asteroid Program |
| 90869 -         | 1996 TC16              | 4 d'octubre, 1996    | Kitt Peak            | Spacewatch                       |
| 90870 -         | 1996 TJ18              | 4 d'octubre, 1996    | Kitt Peak            | Spacewatch                       |
| 90871 -         | 1996 TG19              | 4 d'octubre, 1996    | Kitt Peak            | Spacewatch                       |
| 90872 -         | 1996 TZ40              | 8 d'octubre, 1996    | La Silla             | E. W. Elst                       |
| 90873 -         | 1996 TE44              | 6 d'octubre, 1996    | Kitt Peak            | Spacewatch                       |
| 90874 -         | 1996 TX64              | 3 d'octubre, 1996    | La Silla             | E. W. Elst                       |
| 90875 -         | 1996 VE1               | 3 de novembre, 1996  | Saji                 | Saji                             |
| 90876 -         | 1996 VW4               | 13 de novembre, 1996 | Oizumi               | T. Kobayashi                     |
| 90877 -         | 1996 VQ5               | 14 de novembre, 1996 | Oohira               | T. Urata                         |
| 90878 -         | 1996 VY37              | 1 de novembre, 1996  | Xinglong             | BAO Schmidt CCD Asteroid Program |
| 90879 -         | 1996 WB1               | 19 de novembre, 1996 | Oizumi               | T. Kobayashi                     |
| 90880 -         | 1996 WZ2               | 30 de novembre, 1996 | Chichibu             | N. Sato                          |
| 90881 -         | 1996 XN6               | 3 de desembre, 1996  | Nachi-Katsuura       | Y. Shimizu, T. Urata             |
| 90882 -         | 1996 XB25              | 9 de desembre, 1996  | Kitt Peak            | Spacewatch                       |
| 90883 -         | 1996 XB26              | 8 de desembre, 1996  | Chichibu             | N. Sato                          |
| 90884 -         | 1996 XC36              | 12 de desembre, 1996 | Kitt Peak            | Spacewatch                       |
| 90885 -         | 1996 YR2               | 29 de desembre, 1996 | Oizumi               | T. Kobayashi                     |
| 90886 -         | 1996 YT2               | 18 de desembre, 1996 | Prescott             | P. G. Comba                      |
| 90887 -         | 1997 AH2               | 3 de gener, 1997     | Oizumi               | T. Kobayashi                     |
| 90888 -         | 1997 AB3               | 4 de gener, 1997     | Oizumi               | T. Kobayashi                     |
| 90889 -         | 1997 AQ11              | 3 de gener, 1997     | Kitt Peak            | Spacewatch                       |
| 90890 -         | 1997 AT12              | 10 de gener, 1997    | Oizumi               | T. Kobayashi                     |
| 90891 -         | 1997 AE15              | 13 de gener, 1997    | Oizumi               | T. Kobayashi                     |
| 90892 -         | 1997 BC                | 16 de gener, 1997    | Kleť                 | Kleť                             |
| 90893 -         | 1997 BE                | 16 de gener, 1997    | Kleť                 | Kleť                             |
| 90894 -         | 1997 BF2               | 28 de gener, 1997    | Farra d'Isonzo       | Farra d'Isonzo                   |
| 90895 -         | 1997 CC2               | 2 de febrer, 1997    | Kitt Peak            | Spacewatch                       |
| 90896 -         | 1997 CJ3               | 3 de febrer, 1997    | Haleakala            | NEAT                             |
| 90897 -         | 1997 CF6               | 1 de febrer, 1997    | Xinglong             | BAO Schmidt CCD Asteroid Program |
| 90898 -         | 1997 CQ19              | 11 de febrer, 1997   | Oizumi               | T. Kobayashi                     |
| 90899 -         | 1997 EL1               | 3 de març, 1997      | Kitt Peak            | Spacewatch                       |
| 90900 -         | 1997 EA2               | 4 de març, 1997      | Kitt Peak            | Spacewatch                       |